# رودريك ميراندا
رودريك ميراندا (بالبرتغالية: Roderick‏) (30 مارس 1991 أوديفلاس البرتغال - ) هو لاعب كرة قدم برتغالي، يلعب كمدافع.

## روابط خارجية
- رودريك ميراندا على موقع الاتحاد الدولي (مؤرشف)  (الإنجليزية)
- رودريك ميراندا على موقع اتحاد تركيا (لاعب) (الإنجليزية)
- رودريك ميراندا على موقع قاعدة بيانات كرة القدم.إي يو (الإنجليزية)
- رودريك ميراندا على موقع Soccerbase.com (لاعب) (الإنجليزية)
- رودريك ميراندا على موقع Soccerway.com (الإنجليزية)
- رودريك ميراندا على موقع AS.com (الإسبانية)